# Detroit Metal City
Detroit Metal City (яп. デトロイト・メタル・シティ Дэторойто Мэтару Сити, DMC) — манга Киминори Вакасуги, публиковавшаяся в журнале Young Animal с 2005 по 2010 год. Тираж составил более 12 млн копий. В 2008 году по ней были выпущены анимационный 12-серийный OVA-сериал и игровой фильм.
Название сериала является отсылкой к песне американской группы Kiss «Detroit Rock City». Внешний вид участников DMC также является отсылкой к Kiss.

## Сюжет
Главный герой — Соити Нэгиси (яп. 根岸 崇一 Нэгиси Со:ити), начинающий музыкант, увлекающийся поп-музыкой, уважительно относящийся к своей матери, соседям, влюблённый в бывшую однокурсницу, которая тоже любит поп-музыку. В силу жизненных обстоятельств вынужден играть роль гитариста и вокалиста в дэт-метал-группе Detroit Metal City, сочинять (в соавторстве с женщиной-продюсером) тексты «брутального содержания» (которые переделываются из нежных и личных текстов Соити), выступать на сцене в демоническом гриме, изображать из себя серийного убийцу, насильника. При этом тексты и музыка, исполняемые в его любимом жанре, никого не интересуют, однако DMC имеет огромную популярность. Сюжет строится на конфликте интересов Соити, однокурсницы Юри Айкава и сценической ролью Соити, проникающей в его повседневную жизнь.

## Персонажи
- Соити Нэгиси (яп. 根岸 崇一 Нэгиси Со:ити) — главный герой, 23 года, родом из Осаки. Тихий мирный музыкант, любитель шведской поп-музыки, девственник, который имеет полностью противоположное альтер эго — Иоганн Краузер II, лидер дэт-метал-группы Detroit Metal City. Нэгиси очень стыдится своей работы в группе и сюжет не раскрывает, как именно он попал туда, но понятно, что такая работа Нэгиси не нравится, и он всё время пытается уйти из группы, даже несмотря на растущую популярность, скрывает это ото всех, кроме членов группы. Среди фанатов Иоганна распространились слухи, что он якобы убил родителей, потом надругался над их телами и сбежал из тюрьмы. Умеет играть на гитаре в самых разных позах, даже зубами. Параллельно выступает на улице на простой гитаре, исполняя романтическую музыку, однако в такой ситуации никто им не интересуется. Сэйю в аниме — Дайсукэ Кисио (Соити), Юдзи Уэда (Краузер); в фильме — Кэнъити Мацуяма (обе роли).
- Юри Айкава (яп. 相川 由利) — подруга Нэгиси в колледже и его главная любовь; как и Соити, примерная и добрая девушка, которая не понимает насилия. Она любит лёгкие песни Нэгиси и просто терпеть не может DMC и в особенности Краузера, не подозревая, что это один и тот же человек, несмотря на то, что при потере самоконтроля Соити может устраивать разного рода нападки. Соити в форме Краузера не раз срывался на Юри. Сэйю — Масами Нагасава
- Тэрумити Нисида (яп. 西田 照道) (Камю) — ударник DMC, обожает карри, со стороны кажется тихим и неразговорчивым, но на деле очень озабоченный и страдает искушением сказать очередное извращение. Во время игры на барабанах очень увлекается и даже однажды не заметил пожар в здании, когда остальные из него бежали. Сэйю — Макото Ясумура
- Масаюки Вада (яп. 和田 真幸) (Джаги) — басист DMC, дамский угодник, хочет уйти из группы, чтобы играть visual kei в стиле X Japan, но как и остальные участники группы, он смертельно боится шефа. В отличие от Краузера и Нисиды не страдает озабоченностью и думает рационально. Сэйю — Юто Накано
- Шеф Death Records (яп. デスレコーズ社長) — развязная женщина, менеджер DMC. Возбуждается от гротескной музыки и не стесняется говорить об этом. Много матерится, говорит пошлости относительно своих половых органов. Очень властная женщина и даже «держит в узде» Соити в форме Краузера, запугивая и устрашая его, чтобы тот не уходил из группы. Несмотря на это обожает музыку DMC. Шеф — давняя и верная поклонница музыканта Джека Дарка, а его биографию считает библией, но при этом всё равно намерена порвать его с помощью Краузера. Иногда ходит в сопровождении охранников-близнецов: Гури и Гори, в фильме они представлены собаками. Сэйю — Ай Кобаяси
- Кэйсукэ Насимото (яп. 梨元 圭介) (Капиталистическая свинья) — мазохист средних лет, который на сцене играет роль Капиталистической свиньи. Краузер постоянно его шлёпает и пинает. Разведён, имеет ребёнка. Соити после каждого концерта извиняется перед ним за причинённую боль. Работает также в магазине продуктов. Сэйю — Такаси Мацуяма
- Джек Илл Дарк (яп. ジャック・イル・ダーク) — легендарный гитарист из США, известен также как император, который решает уничтожить DMC в течение своего прощального концерта в Японии. В отличие от Краузера у него не альтер эго, а грим на лице является настоящей татуировкой. В конечном итоге проиграл Краузеру, и после дуэли отдаёт ему свою гитару. Есть дочь — Кенни Илл Дарк. Сэйю в аниме — Рики Такэути; в фильме — Джин Симмонс
- Фанат № 1 — самый ярый фанат DMC, постоянно присутствует на концертах. Хотя в аниме и манге его имя ни разу не упоминается, он постоянно присутствует в каждой серии аниме и манги. Носит грим, как у Краузера, но без чёрных скул, имеет длинные чёрные волосы. Твёрдо верит в мистические силы Краузера и что он прибыл из ада, а также во все легенды, связанные с Краузером. Присутствует на всех мероприятиях, где есть Краузер, постоянно ввязывается в драки с фанатами других певцов. Краузер дважды брал его гитару для игры. Чтобы посещать концерты, зарабатывает деньги, работая в парке развлечений, исполняя роль красного рейнджера. Однажды встретил Соити без костюма и не подозревая, что это Краузер, угрожал ему.